# Romilda Pantaleoni
Romilda Pantaleoni (Udine, 29 agosto 1847 – Milano, 20 maggio 1917) è stata un soprano italiano.

## Biografia
Studiò canto al Conservatorio di Milano con Francesco Lamperti e Bartolomeo Prati; come insegnante di armonia ebbe Lauro Rossi. Esordì nel 1868 al Teatro Carcano di Milano nella Margherita di Jacopo Foroni. L'apice della sua carriera furono gli anni Ottanta, in particolare dopo il debutto al Teatro alla Scala nella Gioconda di Amilcare Ponchielli, il 26 dicembre 1883. Ancora alla Scala fu la prima Marion in Marion Delorme, opera che Ponchielli le dedicò, la prima Desdemona nell'Otello di Verdi e la prima Tigrana nell'Edgar di Puccini.
Si ritirò dalle scene nel 1891, dopo la morte di Franco Faccio, con il quale ebbe una relazione.
Fu sorella del baritono Adriano Pantaleoni (Sebenico, 7 ottobre 1837 - Udine, 18 dicembre 1908).

## Stile
Grazie ad una voce vigorosa e duttile e ad una recitazione appassionata, ottenne grandi successi nei ruoli drammatici. La sua interpretazione del ruolo lirico di Desdemona, viceversa, non soddisfò pienamente Verdi, che sin dalle prove lamentò un eccesso di enfasi nel duetto finale del primo atto.

## Ruoli creati
- Isabella in Salvator Rosa di Gomes (21 marzo 1874, Genova)
- Il ruolo del titolo in Marion Delorme di Ponchielli (17 marzo 1885, Milano)
- Desdemona in Otello di Verdi (5 febbraio 1887, Milano)
- Tigrana in Edgar di Puccini (21 aprile 1889, Milano)

## Repertorio
| Ruolo                          | Titolo               | Autore     |
| ------------------------------ | -------------------- | ---------- |
| Norma                          | Norma                | Bellini    |
| Margherita                     | Mefistofele          | Boito      |
| Paolina                        | Poliuto              | Donizetti  |
| Amalasunta                     | I Goti               | Gobatti    |
| Isabella                       | Salvator Rosa        | Gomes      |
| Margherita                     | Faust                | Gounod     |
| Santuzza                       | Cavalleria rusticana | Mascagni   |
| Margherita di Valois Valentina | Gli ugonotti         | Meyerbeer  |
| Sélika                         | L'africana           | Meyerbeer  |
| Aldona                         | I Lituani            | Ponchielli |
| Gioconda                       | La Gioconda          | Ponchielli |
| Marion Delorme                 | Marion Delorme       | Ponchielli |
| Anna                           | Le Villi             | Puccini    |
| Tigrana                        | Edgar                | Puccini    |
| Matilde d'Asburgo              | Guglielmo Tell       | Rossini    |
| Mignon                         | Mignon               | Thomas     |
| Ofelia                         | Amleto               | Thomas     |
| Elvira                         | Ernani               | Verdi      |
| Leonora                        | Il trovatore         | Verdi      |
| Amelia                         | Un ballo in maschera | Verdi      |
| Donna Leonora di Vargas        | La forza del destino | Verdi      |
| Elisabetta di Valois           | Don Carlo            | Verdi      |
| Aida                           | Aida                 | Verdi      |
| Desdemona                      | Otello               | Verdi      |
| Elsa di Brabante               | Lohengrin            | Wagner     |